# Tipula kaisilai
Tipula kaisilai är en tvåvingeart som beskrevs av Mannheims 1954. Tipula kaisilai ingår i släktet Tipula och familjen storharkrankar. Enligt den svenska rödlistan är arten nära hotad i Sverige. Arten förekommer i Övre Norrland. Artens livsmiljö är fjäll. Inga underarter finns listade i Catalogue of Life.